# Szabó István (labdarúgó, 1949)
Szabó István (Dorog, 1949. január 21. –) labdarúgó, labdarúgókapus, a Dorogi FC Örökös Tagja.

## Pályafutása
A saját nevelésű játékos 1968-ban mutatkozott be a felnőtt csapatban. Keveseknek adatik meg olyan debütálás, mint neki: Az egyik legnagyobb kapuslegenda, Ilku István cseréjeként állt először a dorogi kapuban, ráadásul hazai közönség előtt és gólzáporos győzelmet aratva a Nagykanizsa ellen. A biztos nyerésre álló hazaiak mestere, Varga János a legalkalmasabbnak vélte az időt újoncavatásra, így a mérkőzés derekán a visszavonulás előtt álló Ilkut lehívta és a fiatal Szabó kapust küldte be csereként. A mérkőzést 8:0-ra nyerték a dorogiak. Ilku mellett további neves csapattársai voltak: Fellegi István, Bartalos József, Peszeki Jenő, Laczkó István, Horváth Péter, Csóri László, Takács Tibor és Virág Pál. A folytatás is sikeres volt, ugyanis az évad végén bronzérmesek lettek, valamint a pályafutását befejező Ilku után őt választották az első számú kapusnak. Az új évad jól sikerült (ismét bronzérmet nyert a csapattal) olyannyira, hogy a bajnokság végén a Videoton jelentkezett be érte. Tekintve, hogy a fehérváriak az első osztályban szerepeltek, így a dorogi klub részéről nem gördítettek akadályt a leigazolásával kapcsolatban. 
Folytatva a hagyományokat, a Videotonban is kiválóan mutatkozott be 1970-ben, miután az MTK-t verték biztosan 3-0-ra. Ezt követően hét éven át volt a fehérvári csapat tagja, ahol 58 alkalommal védte NB I-es meccsen a Vidi kapuját. 1977-ben visszaigazolt Dorogra, ahol a hét évvel korábbi gárdából, az egykori csapattársak közül Laczkó és Peszeki még mindig a csapat tagjai voltak, a kapusedzője pedig Ilku lett.
Legtöbbször azonban csak a kispadon jutott hely a számára, mivel a dorogiak első számú hálóőre, Schnitzer Imre kiváló formában volt és helye megkérdőjelezhetetlen volt a kezdő tizenegyben. Ennek ellenére türelmesen várt az alkalomra és amint lehetőséghez jutott, igyekezett élni vele. Erre sor is került hamarosan, mert Schnitzert előbb kiállították az egyik mérkőzésen, majd nem sokkal később meg is sérült, így többször szóhoz jutott. A két kapus, valamint a harmadik számú portás Ilku edző vezetésével nagyszerű közösséget is alkottak és a kapusok sok minden mellett egymást segítették, egymásért is küzdöttek és izgultak. 
A legszerencsétlenebb emlékű mérkőzésen ő védte a kaput a Bp. Volán ellen, ahol a Dorog történetének legsúlyosabb vereségét szenvedte el az NB I-en kívül, ráadásul hazai pályán, miután 8-2-re kikaptak. A mérkőzésre 1978-ban, a bajnokság utolsó előtti fordulójában került sor. A tabellaszomszédok találkozója nem kecsegtetett nagy izgalmakkal, hiszen abszolút tét nélkül léptek pályára a csapatok, akik sem előre, sem hátra nem tudtak elmozdulni a tabellán. Talán ennek és a kánikulának is betudható a hazaiak vesszőfutása, ahol a Volán már az első félidőben 4 gólt szerzett úgy, hogy jószerével helyzete sem volt. Szabó kapus hihetetlenül rossz napot fogott ki és burleszkben illő jelenetekből potyogtak a gólok, melyek közül az egyiket hivatalosan is öngólnak minősítették. A félidőben lecserélték, ám a harmadik számú kapus, a fiatal Kovács János sem volt szerencsésebb, miután ő is kapott egy négyest. Schnitzer 1979-ben történt távozása után ő lett újra az első számú kapus és egyben megörökölte a csapatkapitányi karszalagot is. 
Az 1979/80-as évad nagy részét végigvédte, bár meglehetősen szürke évet zártak. Ezt követően a csapathoz került fiatal Andrusch József fokozatosan több bizalmat kapott, így legtöbbször kispados volt. Ugyanakkor lelkiismeretesen segítette minden téren Andruscht, aki rövidesen nagyszerű karriert futott be. A későbbiekben, a már nevessé vált Andrusch soha sem mulasztotta el megjegyezni az egyes vele készült riportok során, hogy mennyit köszönhet és milyen hálás a dorogi klubnak és Szabó kapusnak. Az 1980-as évek elején levezetésként a megyei osztályban szereplő szomszédtelepülés, a Kesztölc csapatában védett egy ideig, Dorogon pedig az egyesület rendezőgárdájának sorában állva szolgálta még évekig a dorogi klubot.

## Családja
Kétgyermekes családapa. Fiai is kergették később a labdát a dorogi serdülő csapatban. Házasságával kapcsolatban érdekesség, hogy csapattársával, Virág Pállal ugyan abban a családba nősültek. A Dorogon közismert Wiesz János három leánya közül a legidősebb Virághoz, a legifjabb pedig Szabóhoz ment feleségül.